# Thomas Borchert (Sänger)
Thomas Borchert (* 20. Juli 1966 in Essen) ist ein deutscher Sänger, Schauspieler und Musicaldarsteller.

## Leben und Wirken
Mit acht Jahren erhielt Borchert seinen ersten Klavierunterricht. Mit seiner Rockband Cakewalk gewann er 1988 den Musikpreis NDR Hörfest und war gleichzeitig Preisträger des Bundesrockpreises in der Sparte Pop.
Nach Abschluss des Gymnasiums erfolgte 1988 die Aufnahme an der Stage School of Music, Dance and Drama in Hamburg. Während seiner Ausbildung erhielt er sein erstes Musical-Engagement als Rum Tum Tugger in Cats (1990–1991).
Erste Rollen nach Beendigung seines Studiums waren unter anderem die des Snoopy in Du bist in Ordnung, Charlie Brown und Dr. Frank N. Furter in The Rocky Horror Show; beide in Hamburg.
Die Rolle des Mörders Luigi Lucheni im Musical Elisabeth führte ihn für zwei Jahre nach Wien.
1994 spielte er in Hamburg die Hauptrolle in der Buddy Holly Story und lernte dafür Gitarrespielen.
Nach einem Engagement im Sommer 1997 in Schwäbisch Hall in Andrew Lloyd Webbers Evita (als Che Guevara) kehrte er nach Wien und zu Elisabeth zurück; dieses Mal in der Rolle des Tod.
Es folgten unter anderem Jean Valjean in Les Misérables sowie die Rollen des Leopold Mozart und des Fürsterzbischof Hieronymus Colloredo im Musical Mozart.
2003 übernahm er unter der Regie von Roman Polański die Rolle „Graf von Krolock“ im Musical Tanz der Vampire in Hamburg. Dieselbe Rolle übernahm er von 2006 bis 2008 auch in Berlin, von 2009 bis 2010 in Wien, 2012 bis 2013 in Berlin, im Herbst 2016 als Premierenbesetzung in München, 2017 in einer speziellen Inszenierung für und am Theater St. Gallen, im Sommer 2017 erstmals in Stuttgart, im Frühjahr 2018 erneut in Wien, im Sommer 2018 erstmals in der russischen Produktion in St. Petersburg, im Frühjahr 2019 ebenfalls in St. Petersburg und erneut im Frühjahr 2019 in Berlin. Thomas Borchert ist damit der einzige Darsteller, der die Rolle des „Graf von Krolock“ in vier Ländern (DE, AT, CH und RUS), sowie vier verschiedene Produktionen (Stage Entertainment, Neue Fassung der Vereinigten Bühnen Wien, Tour-Produktion der Stage Entertainment, Schweizer Inszenierung) gespielt hat.
2005 stand Borchert als Premierenbesetzung in der Titelrolle des Phantoms der Oper im Essener Colosseum Theater auf der Bühne, später übernahmen diesen Part Uwe Kröger und Ethan Freeman und Ian Jon Bourg.
2006 und 2007 war Borchert Solist bei der Best-of-Musical-Tour, die ihn durch Deutschland, Österreich und die Schweiz führte.
Im Londoner West-End debütierte er im Sommer 2008 als Gaston in Gigi.
2009 spielte er die Titelrolle in dem Musical Der Graf von Monte Christo am Theater St. Gallen. Den Part des „Edmond Dantès“ hatte Broadway-Komponist Frank Wildhorn eigens für ihn geschrieben.
Von Dezember 2011 bis April 2012 verkörperte er im Stuttgarter Palladium-Theater den Maxim de Winter im Musical Rebecca, basierend auf dem gleichnamigen Roman von Daphne du Maurier. Im Oktober 2011 spielte er diese Rolle in der Schweizer Produktion am Theater St. Gallen. Borchert verkörperte damit erstmals und als bislang einziger Darsteller dieselbe Rolle nahezu zeitgleich in zwei verschiedenen Ländern, in zwei verschiedenen Produktionen.
Borchert heiratete 2005 die Geigerin Rebecca Thümer. Seit 18. August 2018 ist er mit der Musicaldarstellerin und Schauspielerin Navina Heyne verheiratet. Er hat einen Sohn aus erster Ehe.

## Weitere musikalische Aktivitäten
1996/97 trat er als Solist des Orchesters von Bert Kaempfert auf, des Weiteren war er Solist in Leonard Bernsteins Mass, das unter der musikalischen Leitung von Caspar Richter in Linz und Nürnberg aufgeführt wurde.
1999 brachte Borchert unter dem Pseudonym Tom Reed sein erstes Album mit dem Titel The Best of Goodbyes heraus. Im Jahre 2000 erschien die CD Mehr als jedes Wort, für die er den Preis der Songpoeten erhielt, und 2001 folgte die CD Ruthless Lovesongs. Ende 2002 kam Borcherts vierte CD mit dem Titel Thomas’ tierische Themen auf den Markt. Im Sommer 2004 schrieb er neben seinem Engagement auch die Musik zu Shakespeares Ein Sommernachtstraum, und Anfang 2005 erschien seine CD Borchert DeLuxe. Sein aktuelles Soloalbum Midlife erschien im März 2017, nur wenige Monate darauf folgte die Weihnachtsfeier-CD Beflügelte Weihnachten – My Kind Of Christmas.
Am 14. April 2023 wurde das Musical Scholl – Die Knospe der Weißen Rose von Titus Hoffmann und Thomas Borchert, für das Borchert die Musik komponierte, am Stadttheater Fürth uraufgeführt. Am 8. Dezember 2023 erschien das Live-Album dazu.

## Engagements
- 10/1990–1991: Cats (Hamburg) als Rum Tum Tugger
- 1991: Du bist in Ordnung Charlie Brown (Hamburg) als Snoopy
- 1991: The Rocky Horror Show (Hamburg) als Frank N. Furter
- 1992: Jesus Christ Superstar als Judas
- 1992–1994: Elisabeth  (Wien) als Luigi Lucheni'
- 1994–1996: Die Buddy Holly Story (Hamburg) als Buddy Holly
- 1996–1997: Evita (Schwäbisch Hall) als Che
- 1997–1998: Elisabeth (Wien) als Der Tod
- 1998–1999: Les Misérables (Duisburg) als Jean Valjean
- 1999–2000: Mozart! (Wien) als Leopold Mozart
- 2000–2001: Mozart! (Wien) als Fürsterzbischof Colloredo
- 2001+2002: Judy-Somewhere over the Rainbow (Wien) in allen männlichen Hauptrollen
- 2001–2003: Jekyll & Hyde (Wien) als Henry Jekyll / Edward Hyde
- 2002: Divas (Wien) als Herb Hammerschmidt, King of Entertainment
- 2003: Ein Sommernachtstraum (Rosenburg) als Oberon/Theseus
- 12/2003–08/2005: Tanz der Vampire (Hamburg) als Graf von Krolock
- 2004: Elisabeth (Operettenfestival in Triest) als Der Tod
- 2005–2006: Dracula (St. Gallen) als Graf Dracula
- 2005: Das Phantom der Oper (Essen) als Das Phantom
- 02/2006–04/2006: Best of Musical (Tour) als Solist
- 12/2006–03/2008: Tanz der Vampire (Berlin) als Graf von Krolock
- 04/2007–06/2007: Best of Musical (Tour) als Solist
- 2007: Dracula (Musicalfestival Graz) als Graf Dracula
- 2008: Novecento-Die Legende vom Ozeanpianisten (Hamburg) als Novecento
- 2008: Gigi-Das Musical (London) als Gaston
- 2008: Novecento-Die Legende vom Ozeanpianisten (Tour) als Novecento
- 2009: Der Graf von Monte Christo (St. Gallen) als Edmond Dantès
- 09/2009–11/2010: Tanz der Vampire (Wien) als Graf von Krolock
- 2011: Rebecca (St. Gallen) als Maxim de Winter
- 12/2011–04/2012: Rebecca (Stuttgart) als Maxim de Winter
- 05/2012–01/2013: Tanz der Vampire (Berlin) als Graf von Krolock
- 2013: Les Misérables (Magdeburg) als Jean Valjean
- 2013 u. 2014: Moses – Die 10 Gebote (St. Gallen) als Naroch
- 2013 u. 2015: Fast normal/Next to Normal (Fürth) als Dan
- 2014 u. 2015: Artus – Excalibur (St. Gallen) als Merlin
- 2014: Kiss me, Kate (Bad Hersfeld) als Fred Graham/Petruchio
- 2015: Mozart! (Wien) als Leopold Mozart
- 2016: Evita (Wien) als Juan Perón
- 10/2016–11/2016: Tanz der Vampire (München) als Graf von Krolock
- 2017: Luther – Rebell Gottes (Fürth) als Martin Luther
- 2017: Tanz der Vampire (St. Gallen) als Graf von Krolock
- 06/2017–07/2017: Tanz der Vampire (Stuttgart) als Graf von Krolock
- 2017: Die Story meines Lebens (Fürth) als Thomas Weaver
- 01/2018–02/2018: Tanz der Vampire (Wien) als Graf von Krolock
- 06/2018: Tanz der Vampire (St. Petersburg) als Graf von Krolock
- 06/2018–07/2018: Rock of Ages (Ulm) als Stacee Jaxx
- 01/2019: Tanz der Vampire (St. Petersburg) als Graf von Krolock
- 01/2019–03/2019: Tanz der Vampire (Berlin) als Graf von Krolock
- 06/2019–08/2019: Don Camillo & Peppone (Tecklenburg) als Don Camillo
- 06/07 2021 Dracula (Wilhelmsburg Ulm) als Graf Dracula
- 11/ 2021: Frankenstein-Das Rockmusical (München) als Frankensteins Monster
- 02/2022: Tanz der Vampire (St. Petersburg) als Graf von Krolock
- 10/2022: Dracula (München) als Graf Dracula
- 01/2023: Tanz der Vampire (Stuttgart) als Graf von Krolock
- 07/2023: Mozart! (Tecklenburg) als Leopold Mozart

## Diskografie
- Buddy. Die Buddy-Holly-Story – Sony Music Entertainment, Frankfurt (Main) [1994]
- Mozart! – Vienna Cast Album [1999]
- Mehr als jedes Wort – soul-made.com, Wien [2000]
- The Best of Goodbyes – unter dem Pseudonym TOM REED / Popalbum soul-made.com, Wien [2001]
- Ruthless Lovesongs – soul-made.com, Wien [2001]
- Jekyll & Hyde – Die Highlights – BMG Ariola, München [u. a.] [2002]
- Divas – The Show must go on – 5-Track-Album [2002]
- Elisabeth – Original Wien Concert Cast – The 10th Anniversary Concert – Wien [2002]
- Musik zu Shakespeares Ein Sommernachtstraum Solo am Piano – soul-made.com, Wien [2003]
- The Musicals of Jim Steinman: Tanz der Vampire – Markus Tüpker, Essen [2004]
- Borchert DeLuxe – soul-made.com, Wien / Markus Tüpker, Essen / Alive, Köln (Vertrieb) [2004]
- Thomas' tierische Themen – 3-Track-Album [2002]
- Die größten Musical Hits – Doppel-CD der ZDF-Show [2005]
- Musical Stars – Box-Set [2005]
- Musical Stars 2 – Box-Set [2006]
- 10 Jahre Tanz der Vampire – Das Jubiläumskonzert – Wien [2007]
- Musical Forever – Das Beste aus 20 Jahren Musical [2007]
- Dracula: Das Musical [2008]
- Pompeji – Concept Recording [2008]
- The Count of Monte Christo – Highlights from the Musical – Konzeptalbum [2008]
- Strictly Musical live – soul-made.com, Wien [2008]
- Unsere schönsten Musicalsongs – Compilation WDR [2009]
- Musical Emotions – Box-Set [2009]
- Der Graf von Monte Christo – St. Gallen Cast [2009]
- Mark Seibert: Musicalballads Unplugged – Duett Mark Seibert ft. Thomas Borchert [2010]
- Tanz der Vampire – Gesamtaufnahme der neuen Fassung – Wien Revival Cast [2010]
- If I Sing – 14 Musicalsongs aus Borcherts 20-jährigen Karriere [2010]
- Artus – Excalibur – HitSquad Records [2014]
- Next to normal – fast normal – HitSquad Records [2014]
- Mozart! Vienna Revival Cast 2015 – Complete Recording – HitSquad Records [2015]
- Luther – Rebell Gottes Studio Cast – Golden Ring Records [2016]
- Midlife – soul-made.com, Wien [2017]
- Beflügelte Weihnachten – My Kind Of Christmas – soul-made.com, Wien [2017]
- Scholl – Die Knospe der Weißen Rose – TTMusic, Fürth [2023]

## Auszeichnungen
- Für seine Rolle(n) in Jekyll & Hyde bekam Borchert 2002 den Deutschen Musical Award als bester Darsteller.
- Für seine Rolle(n) in Der Graf von Monte Christo bekam Borchert 2009 den Deutschen Musical Award als bester Darsteller.
- Für seine Rolle in Tanz der Vampire bekam Borchert 2010 den Deutschen Musical Award als bester Darsteller.
- Für seine Rolle(n) in Next To Normal – Fast normal sowie Artus – Excalibur bekam Borchert 2015 den Deutschen Musical Award als bester Darsteller.